# نيد فور سبيد: نيترو
نيد فور سبيد: نترو (بالإنجليزية:Need for Speed: Nitro) ، هي لعبة إلكترونية من نوع سباق السيارات والمطاردة، أنتجت من قبل شركة إلكترونيك آرتس سنة 2009 ، وتعمل بنظام نينتندو وي ونينتندو دي أس.

## أماكن
توجد أماكن محددة في اللعبة ومنها : مدينة ريو دي جانيرو ، وسنغافورة ودبي.

### سيارات
تتوفر مجموعة من السيارات ومنها :
- Nissan Skyline GT-R
- Tesla Roadster
- Nissan GT-R
- Ford GT
- Hummer H2 SUT
- Renault 4
- Ford Escort RS Cosworth
- Porsche Cayenne
- Chevrolet Camaro
- Dodge Challenger
- لامبورغيني غالاردو
- Audi R8

#### السيارات الأفضل للدرجة الأولى
- آودي آر8 (class A)
- فورد جي تي (class A)
- لامبورغيني غالاردو (class A)
- لامبورغيني ريفينتون (class A)
- باجاني زوندا (class A)
- بورش 911 جي تي3 (class A)
- بورش بوكستر (class B)
- نيسان جي تي - ار (class A)

#### السيارات للدرجة الثانية
- أودي تي تي (class A)
- Ford Escort RS Cosworth (class B)
- ميتسوبيشي لانسر إيفوليوشن (class B)
- نيسان 370 زد (Z34) (class B)
- نيسان سكاي لاين class B
- سوبارو إمبريزا (class B)
- تويوتا كورولا (class C)

#### السيارات للدرجة الثالثة
- شيفروليه كمارو (class C)
- شيفروليه كورفيت سي3 (class B)
- شيفروليه كورفيت سي6 (class A)
- دودج شالنجر (class A)
- دودج تشارجر (class B)
- Ford Shelby GT500 (2010) (class A)
- Shelby GT500 (1967) (class B)

#### السيارات الإلكترونية
- تيسلا رودستار (class C)

#### المركبات الثقيلة
- Ford Explorer Sport Trac Adrenalin (class C)
- همر إتش 2 (class C)

#### مركبة أخرى
- بورش كايان (class B)

#### السيارات الصغيرة
- نيسان كيوب (class C)
- رينو 4 (class C)
- فولكس فاغن بيتل (class C)

#### فان
- فوكسفاجن تي 1 (class C)

## وصلات خارجية
- نيد فور سبيد: نيترو على موقع IMDb (الإنجليزية)

- Offizielle Need-for-Speed-Website
- نيد فور سبيد: نيترو على موبي غيمز